# Zdzieszowice
Zdzieszowiceⓘ (em alemão: Deschowitz) é um município no sudoeste da Polônia, localizado na voivodia de Opole, no condado de Krapkowice e é a sede da comuna urbano-rural de Zdzieszowice. Nos anos de 1975 a 1998, a cidade pertencia administrativamente à antiga voivodia de Opole. Existem fábricas de coque na cidade, as maiores fábricas de coque, em termos de produção, da Polônia e da Europa.
O município estende-se por uma área de 12,4 km², com 10 082 habitantes, segundo o censo de 31 de dezembro de 2024, com uma densidade populacional de 816 hab./km².

## Localização
Zdzieszowice é uma cidade localizada na parte centro-leste da voivodia de Opole, no condado de Krapkowice. A cidade está inserida numa zona agrícola e industrial e é um centro administrativo, cultural e econômico das vilas vizinhas. Zdzieszowice está situada junto à estrada da voivodia n.º 423: Krapkowice — Kędzierzyn-Koźle. A autoestrada A4 e a estrada nacional n.º 45 (Opole — Racibórz) passam junto à cidade.
Em Zdzieszowice (a partir de novembro de 1845) há uma estação ferroviária localizada ao longo da linha ferroviária de 2 vias N.º 136, eletrificada em dezembro de 1961, conectando Kędzierzyn-Koźle e Opole Groszowice.
Segundo dados de 1 de janeiro de 2011, a área da cidade era de 12,35 km².
A balsa no rio Óder em Zdzieszowice é a única balsa manual de baixa direção na voivodia, mas não é única em uma escala europeia (esta opinião aparece em algumas fontes).

## Geologia
Existem dois eskers na área de Zdzieszowice, parte da cidade fica nos terraços do rio Óder.

## Toponímia
A primeira menção à aldeia na forma de Zdzessowicz data de 1386. Ele sofreu modificações ao longo dos anos. O nome foi germanizado como Deschowitz. Sob a influência alemã, uma forma secundária do antigo silesiano Dzieszowice surgiu. Em 1936, o nome Deschowitz foi substituído pela administração nazista do Terceiro Reich pelo nome Odertal (Vale do Óder).
O nome deriva do nome pessoal Zdziech, que vem de nomes compostos do tipo Zśmieław, Zdzisław.
Na lista alfabética de lugares na Silésia, publicada em 1830 em Breslávia por Johann Knie, a cidade aparece sob o nome polonês Dzieszowice e a forma alemã Dzieschowitz. O censo também menciona uma colônia perto da aldeia chamada Solownia. Um censo geográfico e topográfico de cidades na Prússia de 1835, cujo autor é J.C. Müller anota o nome polonês da vila de Dzieszowice e o nome alemão — Dzieschowitz.
O nome atual foi aprovado administrativamente em 7 de maio de 1946.

## História
Em 1910, a cidade era habitada por 1 567 habitantes, dos quais 1 202 falavam polonês, 19, polonês e alemão e 346, alemão. Nas eleições municipais realizadas em novembro de 1919, de um total de 357 votos, 276 foram lançados para a lista polonesa, que obteve 7 das 9 cadeiras. Em 1919, organizações polonesas operavam na cidade: o Círculo Agrícola e o regional da União de Agricultores Poloneses. Durante o plebiscito na Silésia, 1 015 pessoas votaram, incluindo 164 nascidas, mas não vivendo em Zdzieszowice. Quatrocentos e setenta e nove eleitores votaram a favor de permanecer na Polônia e 533 na Alemanha.
A cidade foi coberta por ferozes combates durante a Terceira Revolta da Silésia. Ambos os lados usaram trens blindados na batalha perto da cidade. Por fim, os insurgentes foram expulsos da cidade e transferidos para os arredores de Ortowice.
Em 6 de abril de 1945, o Ministério da Segurança Pública criou os Campos Centrais de Trabalho. O campo de trabalho n.º 281 foi estabelecido em Zdzieszowice.
O prefeito da cidade continuamente de 1990 a 2014 foi Dieter Przewdzing, que foi brutalmente assassinado em 18 de fevereiro de 2014.

## Demografia
Conforme os dados do Escritório Central de Estatística da Polônia (GUS) de 31 de dezembro de 2024, Zdzieszowice é uma cidade pequena com uma população de 10 082 habitantes (12.º lugar na voivodia de Opole e 384.º na Polônia), tem uma área de 12,4 km² (26.º lugar na voivodia de Opole e 522.º lugar na Polônia) e uma densidade populacional de 816 hab./km² (10.º lugar na voivodia de Opole e 398.º lugar na Polônia). Nos anos 2002-2024, o número de habitantes diminuiu 26,0%.
Os habitantes de Zdzieszowice constituem cerca de 16,97% da população do condado de Krapkowice, constituindo 1,08% da população da voivodia de Opole.
| Descrição                         | Total      | Total    | Mulheres   | Mulheres | Homens     | Homens   |
| --------------------------------- | ---------- | -------- | ---------- | -------- | ---------- | -------- |
| unidade                           | habitantes | %        | habitantes | %        | habitantes | %        |
| população                         | 10 082     | 100      | 5 201      | 51,6     | 4 881      | 48,4     |
| superfície                        | 12,4 km²   | 12,4 km² | 12,4 km²   | 12,4 km² | 12,4 km²   | 12,4 km² |
| densidade populacional (hab./km²) | 816        | 816      | 421,1      | 421,1    | 394,9      | 394,9    |

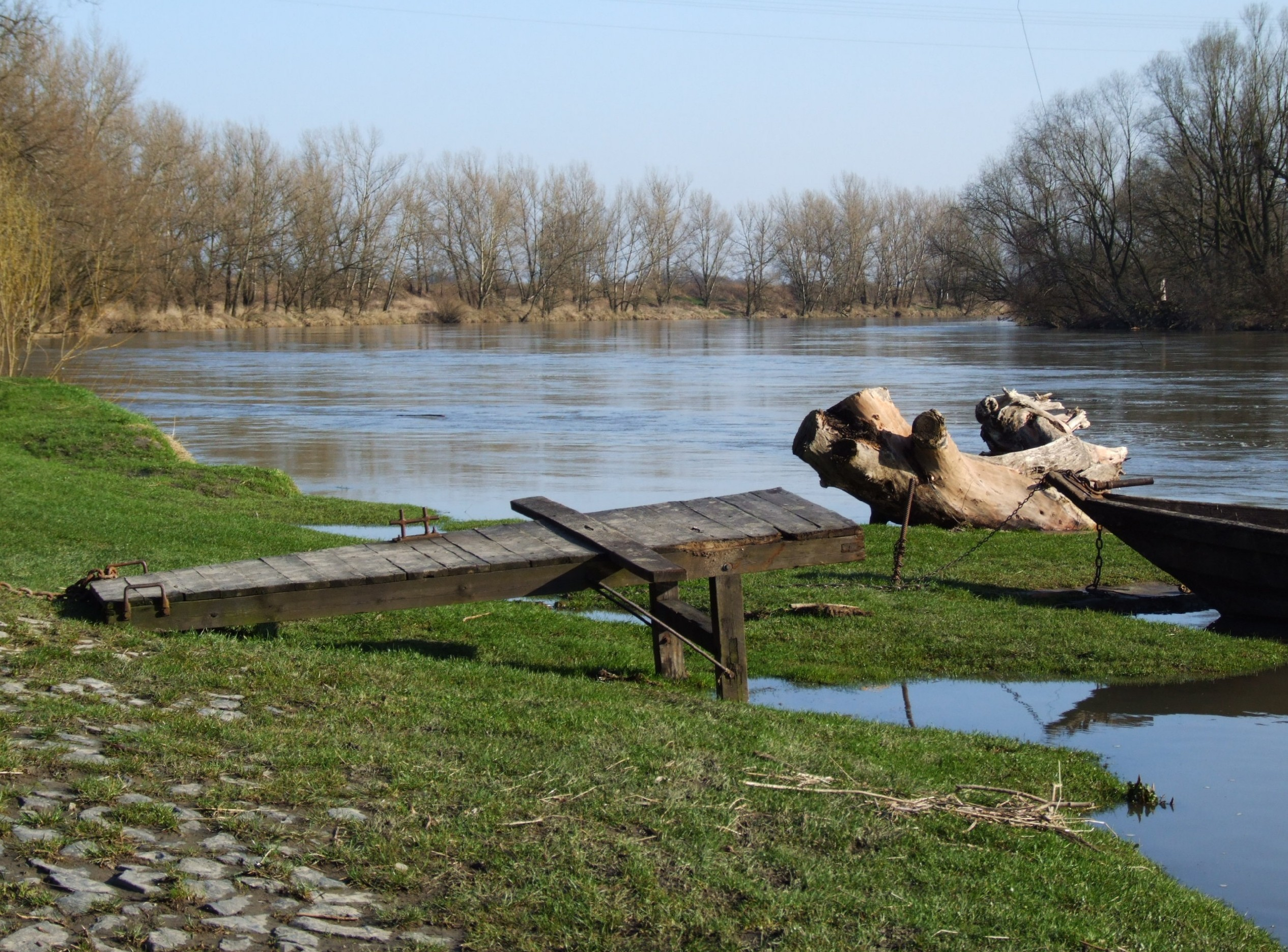
Rio Óder em Zdzieszowice
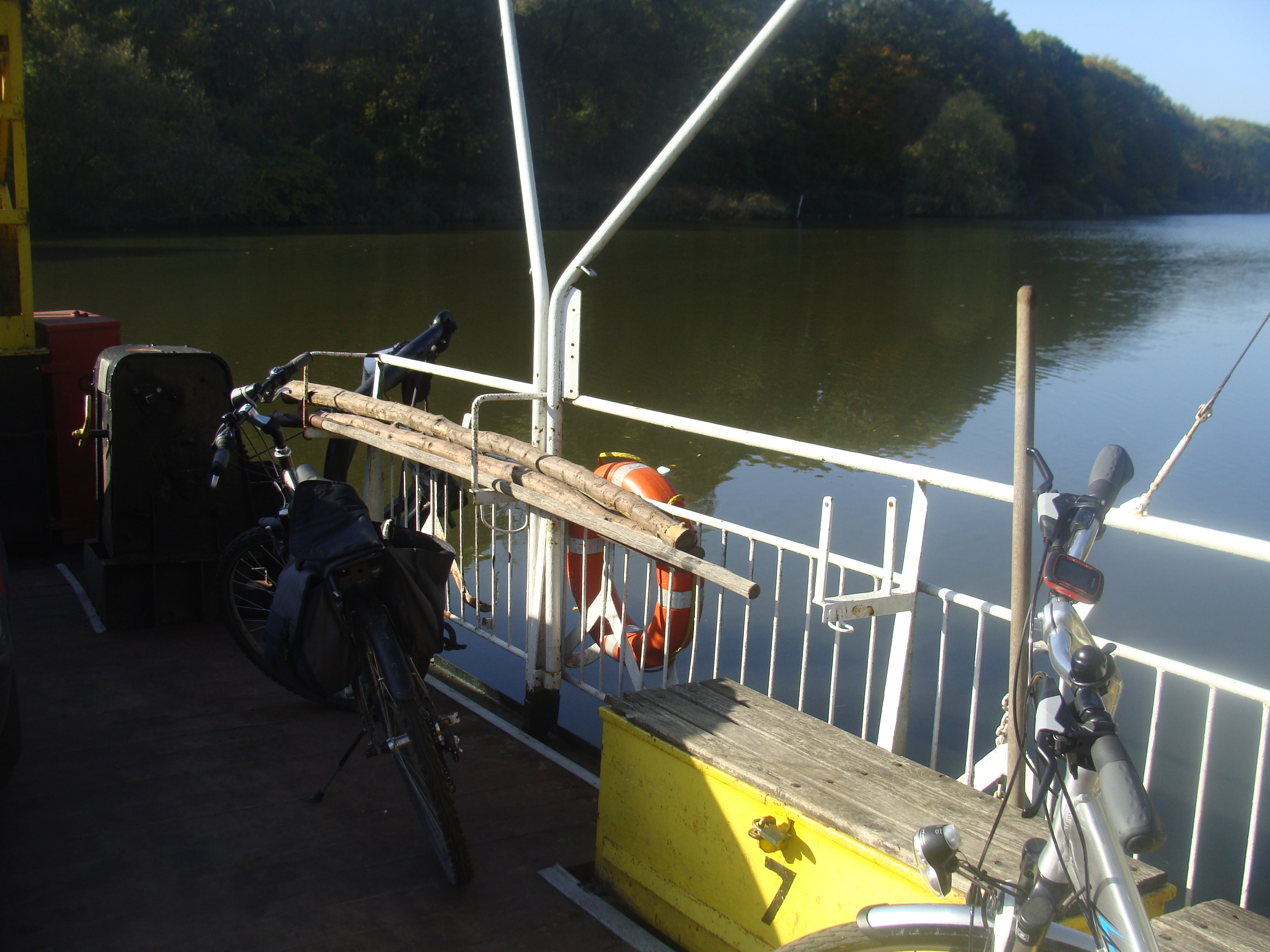
Balsa fluvial de Zdzieszowice para Mechnica
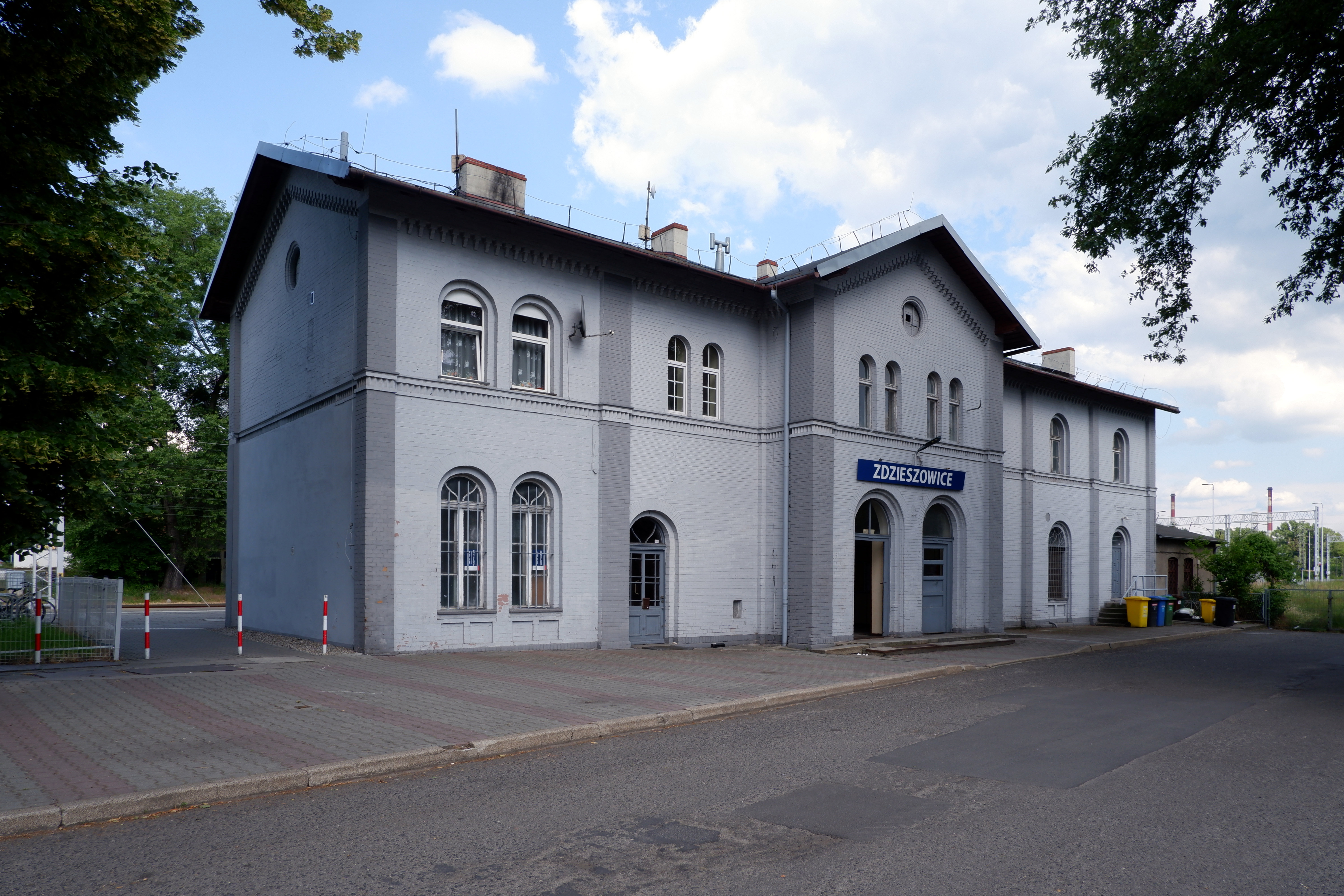
Estação ferroviária em Zdzieszowice
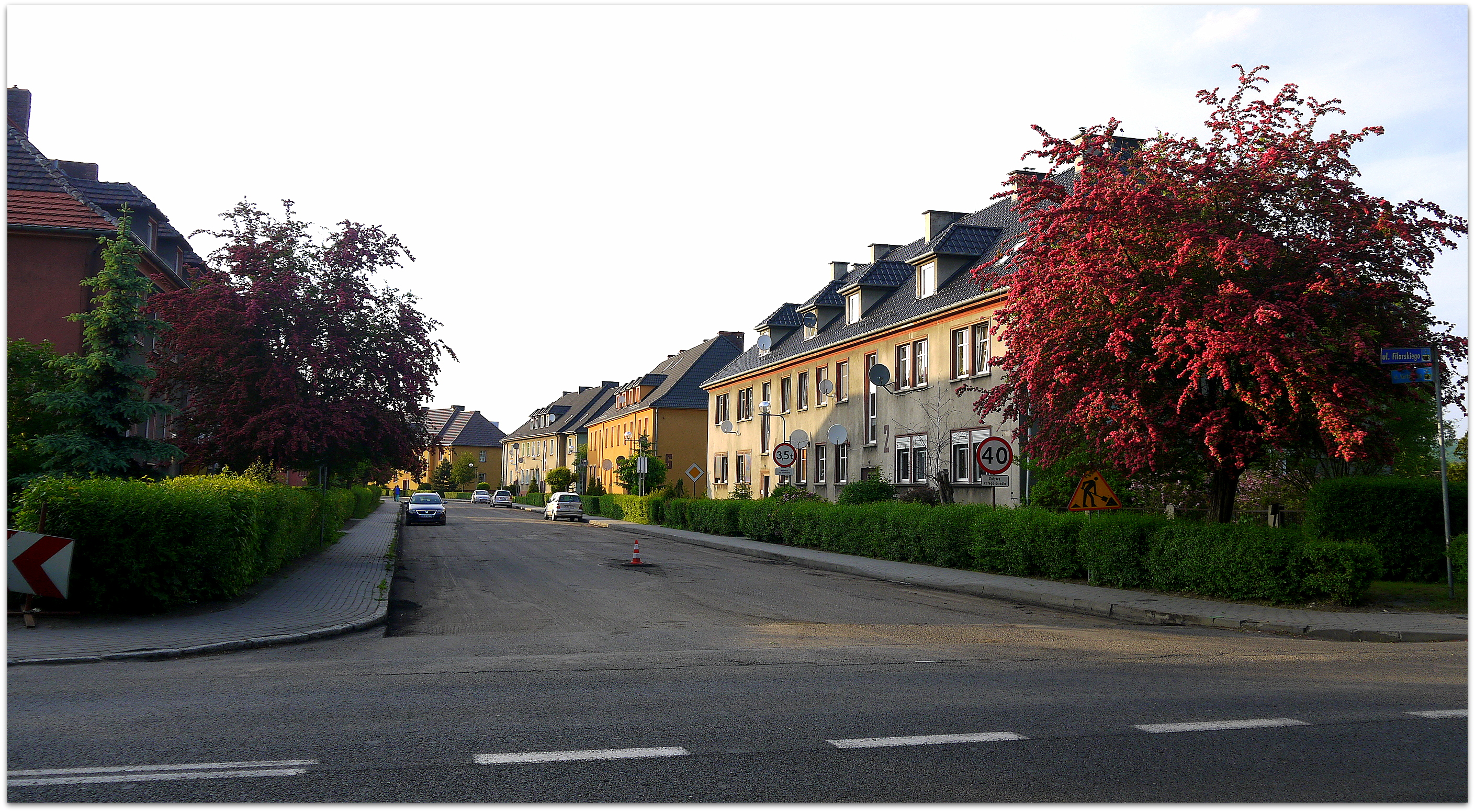
Vista da rua Kościuszko
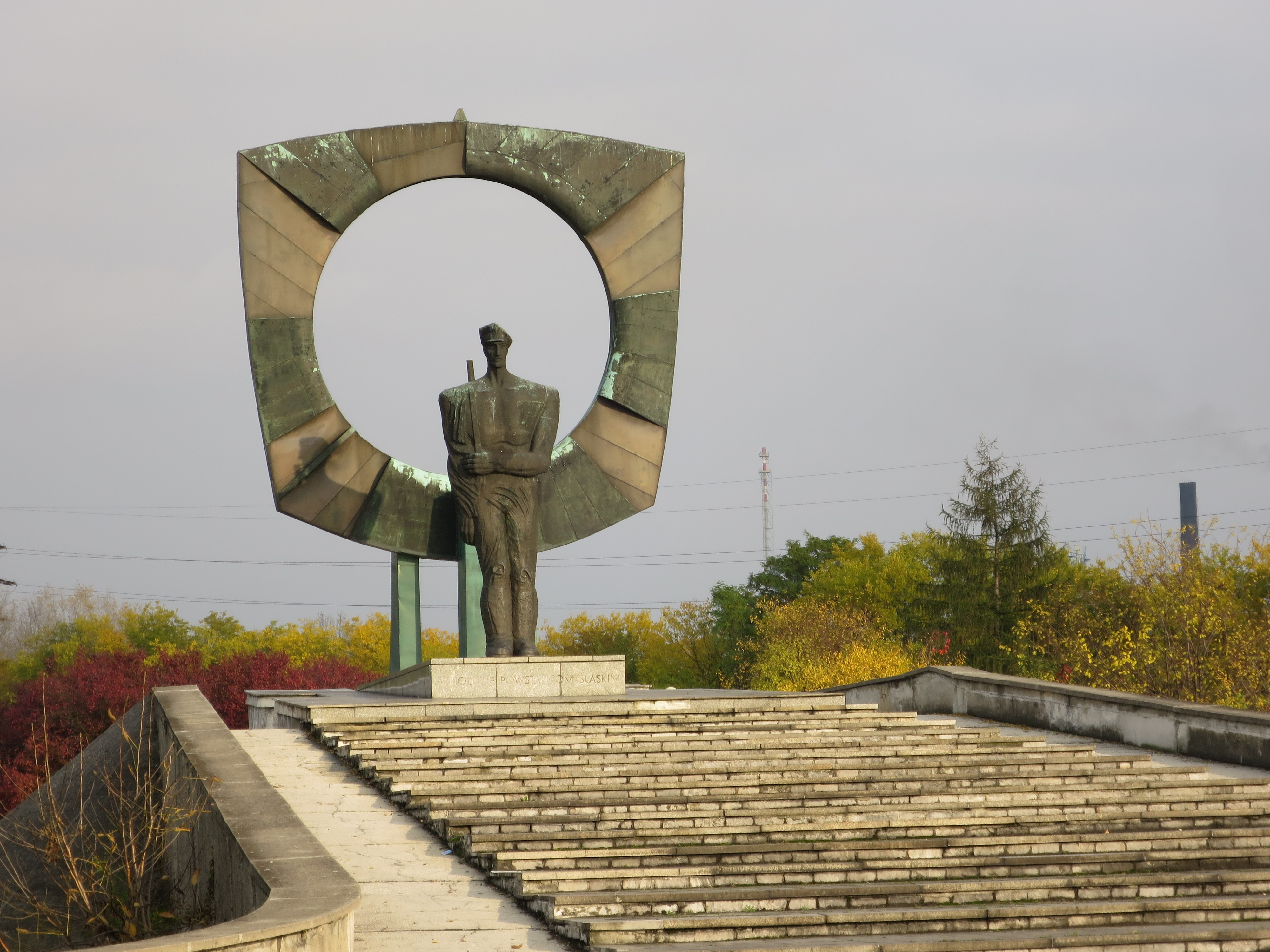
Monumento ao Insurgente da Silésia inaugurado em 1981

## Monumentos históricos

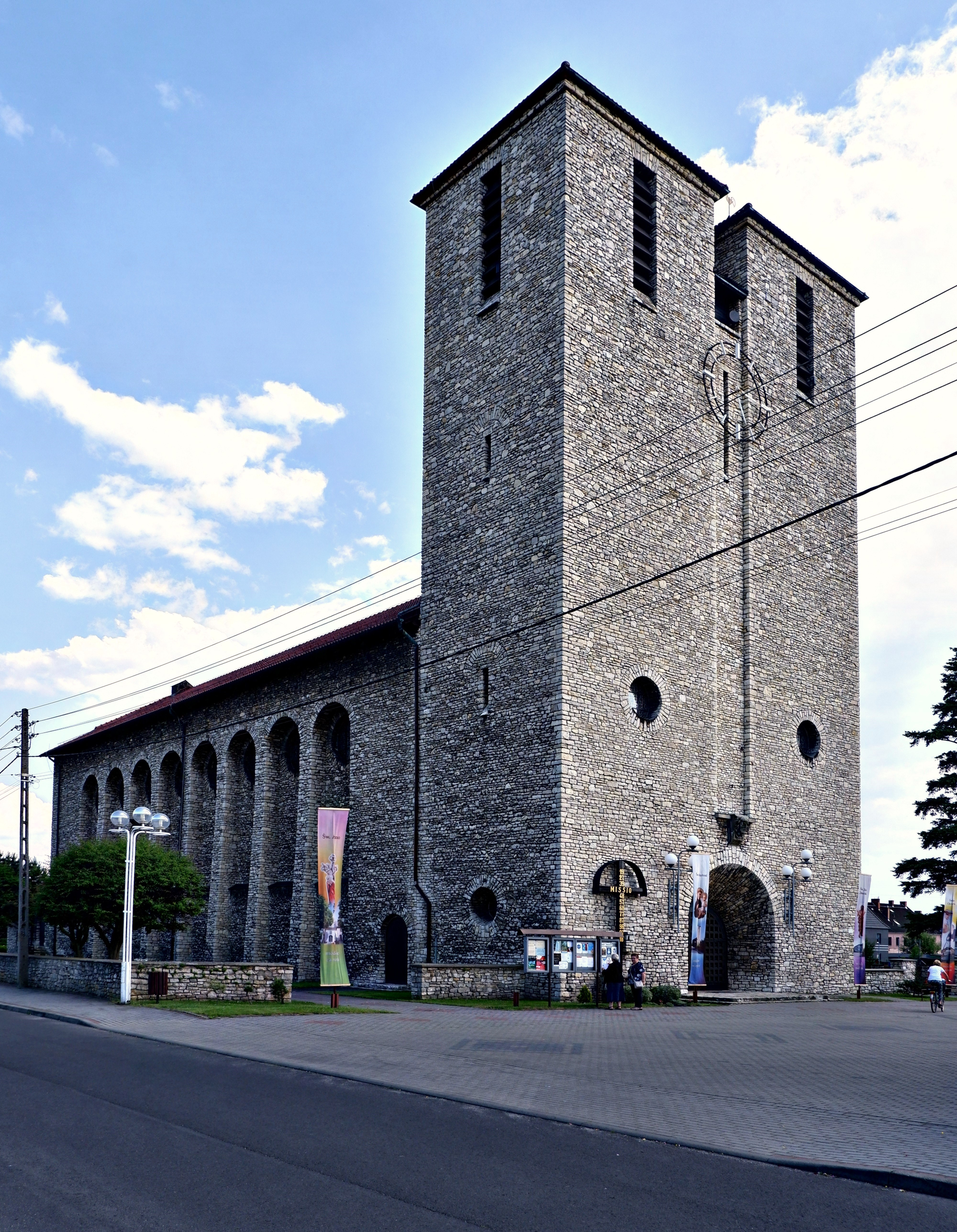
Igreja de Santo Antônio de 1937

Zdzieszowice é uma cidade com poucos monumentos históricos. Estão inscritos no registro provincial de monumentos:
- Sepultura coletiva dos insurgentes da Silésia no cemitério católico na rua Solownia
- Parque do palácio, do quarto trimestre do século XIX/XX

Outras instalações são:
- Igreja de Santo Antônio, datada de 1937
- Capela sineira do século XIX
- Edifício da Prefeitura municipal com a antiga igreja paroquial adjacente
- Várias dezenas de casas históricas de trabalhadores
- Monumento aos Insurgentes da Silésia, de Jan Borowczak

## Economia

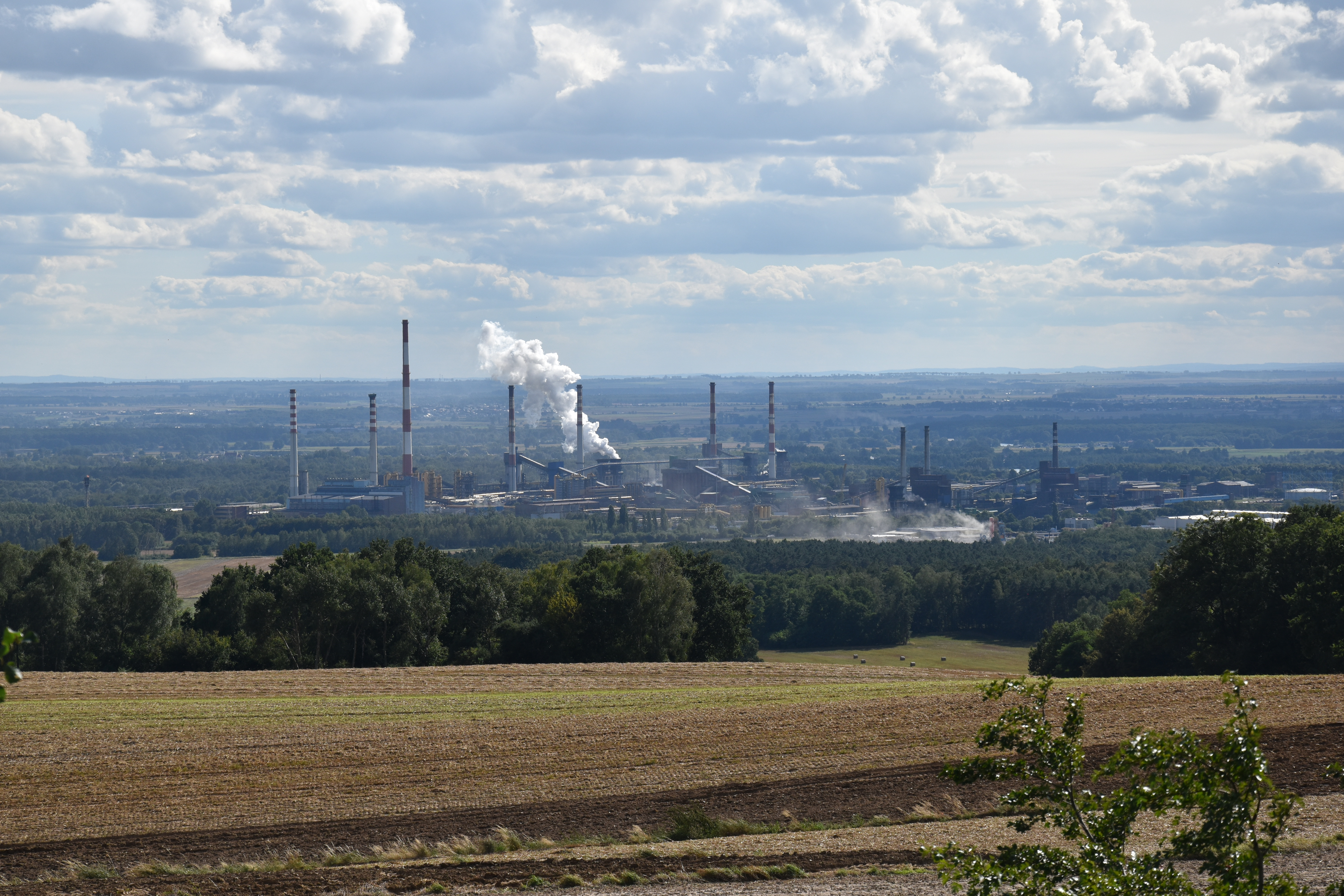
Fábrica de coqueamento de Zdzieszowice, vista do monte Santa Ana

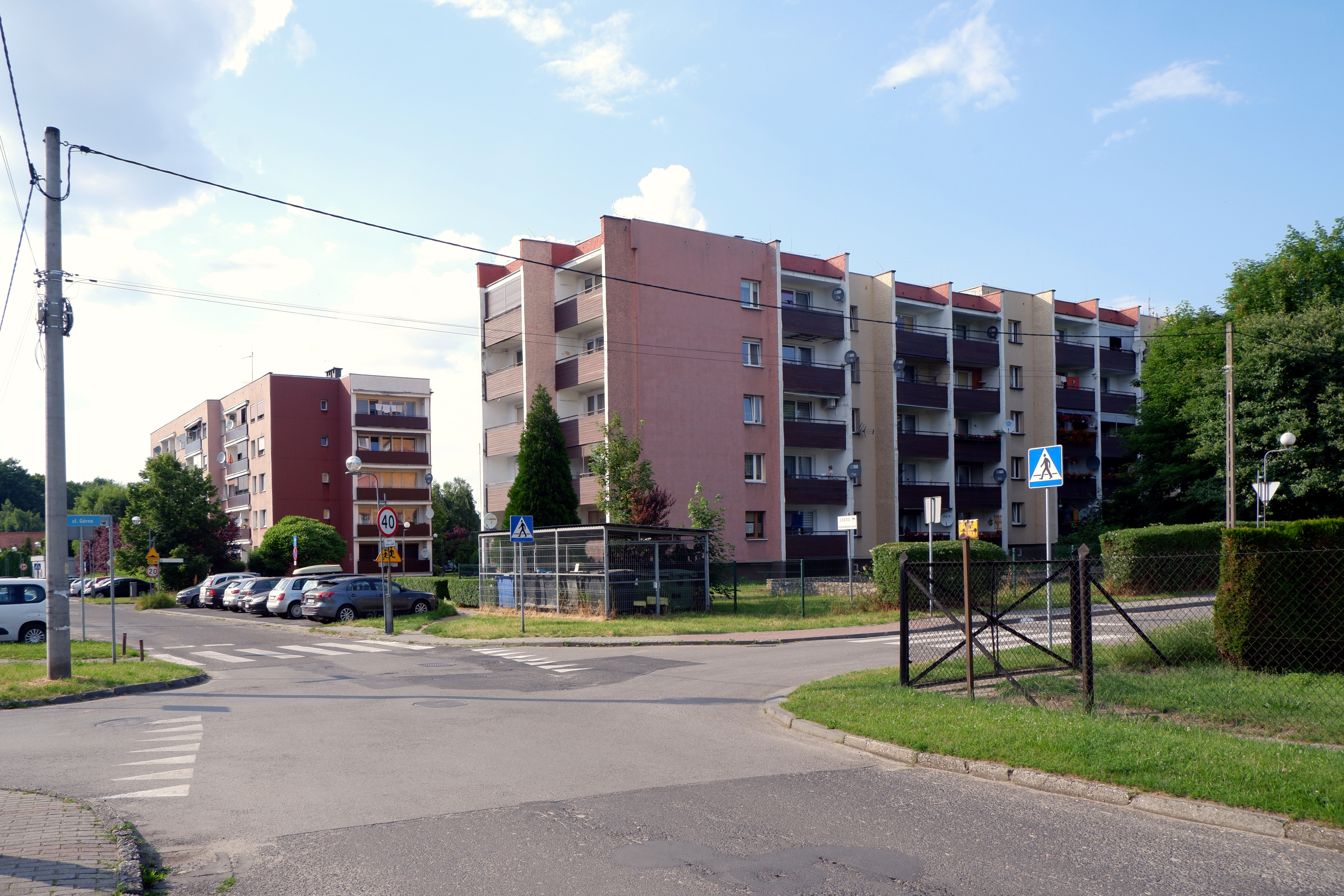
Conjunto habitacional Piastów

A principal entidade econômica da cidade é a fábrica de Coqueamento da ArcelorMittal Poland S.A. filial de Zdzieszowice em que trabalham grande parte dos habitantes da cidade. Além disso, existem empresas na cidade, tais como: ZK REM sp. z o.o., Trans-Koks sp. z o.o., P.U.H. HYDROMIL Sp.j Cooperativa Comunitária “Samopomoc Chłopska”.
Existem mais de 400 entidades empresariais na cidade de Zdzieszowice. Há correios, delegacia de polícia, atacadistas, lojas e postos de atendimento, serviços de automóveis, postos de gasolina, postos de serviços de automóveis. Além disso, há na cidade uma fábrica de embalagens plásticas — NORDFOLIEN, a empresa Wakro — especializada na produção e montagem de equipamentos para transporte e armazenamento de materiais soltos, e a empresa MTB — argamassas de construção (grupo Kreisel) especializada na produção de argamassas secas e adesivos de construção.
Jan Styra, um criador de abóboras de Zdzieszowice de 2007 a 2011, quebrou novos recordes na plantação de abóboras gigantes todos os anos. A maior espécime de 2011 pesava 580,5 kg e ficou em quarto lugar no Campeonato Europeu de Abóbora em Ludwigsburg, Alemanha.

## Esportes
Em Zdzieszowice, há um estádio municipal, um centro esportivo, uma piscina, um parque de mini-skate e uma parede de escalada. As atividades esportivas são conduzidas por clubes e associações esportivas:
- Metalúrgico Esporte Clube “Ruch” — dirige as seções de futebol, handebol feminino e vôlei masculino.[carece de fontes?]
- Municipal Interescolas Esporte Clube — administra uma seção de natação e basquete
- LUKS “Azymek” Zdzieszowice[21]
- UKS “Lotna” Zdzieszowice[22]
- Clube Atlético “Centrum”
- Associação de Educação por Esporte e Recreação “Koksownik”[23]
- Clube de turismo não convencional “Kuźnia” — administra uma seção de escalada.

## Cultura
O animador da vida cultural em Zdzieszowice é o Centro Municipal e Comunal de Cultura, Esporte e Lazer. Organiza muitos eventos culturais e de entretenimento na cidade e arredores. Há também a Biblioteca Pública Municipal e Comunal em Zdzieszowice, que possui mais de 80 mil itens em seu acervo. Além disso, existem três clubes de bairro na cidade. O cinema existente na cidade suspendeu suas atividades por falta de projetor digital.

## Educação
Escolas ensino fundamental

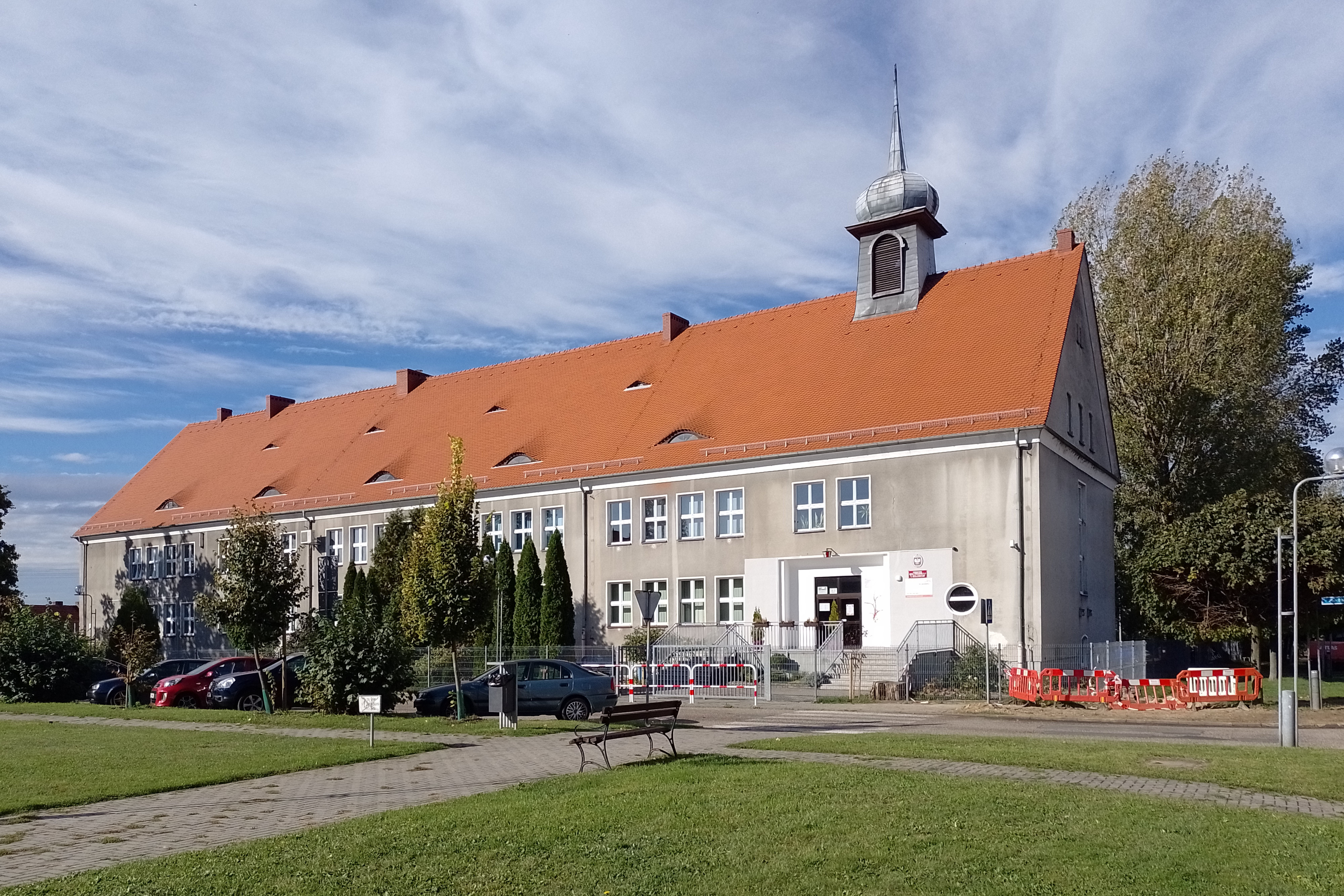
Escola primária n.º 2 em Stare Osiedle (prédio construído entre 1940 e 1944)

- Escola primária pública n.º 1 Janusz Korczak, rua Chrobrego, 36[24]
- Escola primária pública n.º 2 Artur Gadziński, praça 1 Maja, 1[25]
- Escola primária pública n.º 3 Władysław Sikorski rua Nowa, 3[26]

Escola ensino médio
- Complexo Escolar João Paulo II, rua Góry św. Anny, 21A[27]

Bem como creche e jardins de infância.

## Comunidades religiosas

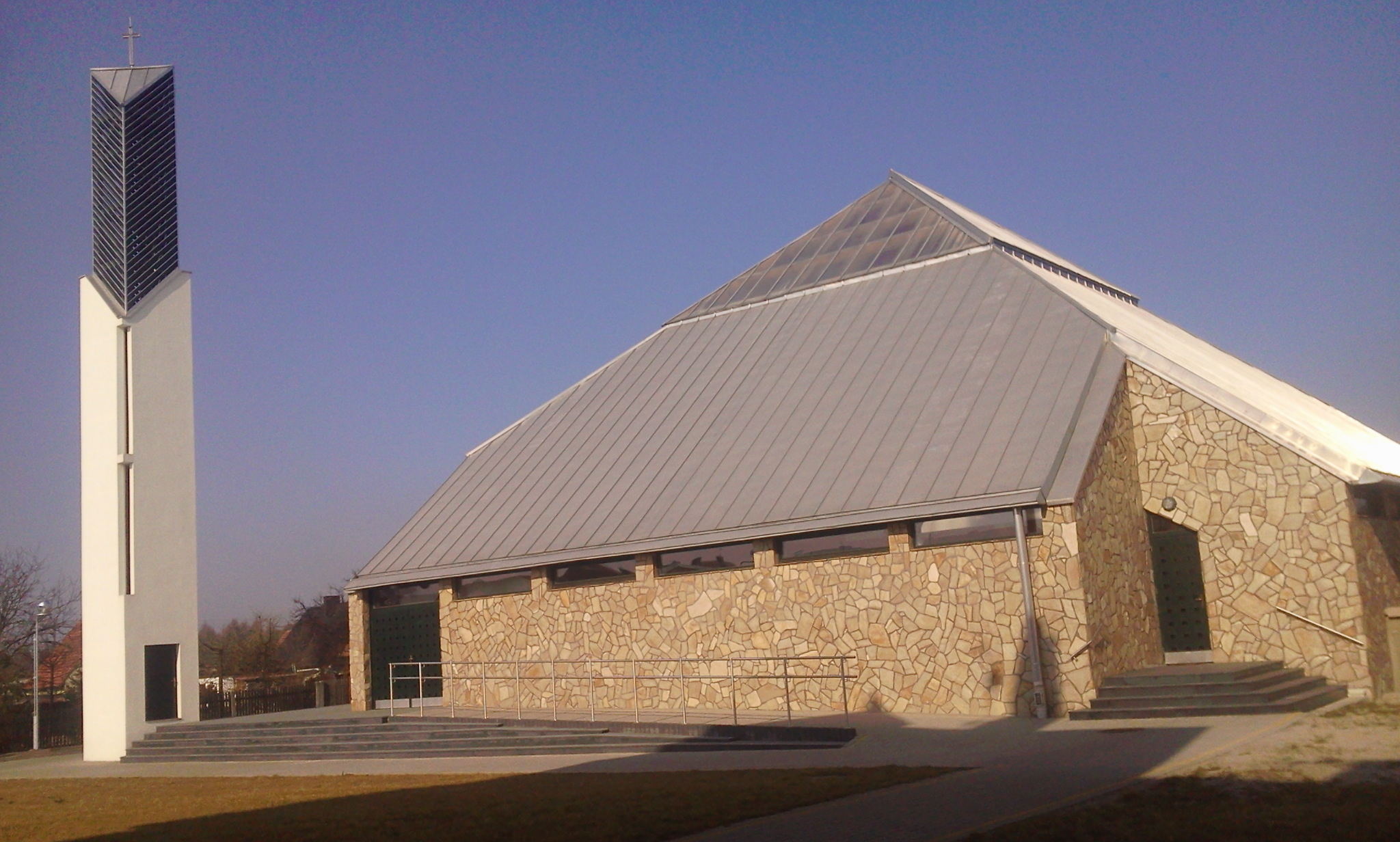
Igreja paroquial de São Padre Pio

As seguintes associações religiosas realizam atividades na cidade:
- Igreja Católica na Polônia:
  - Paróquia de Santo Antonio, rua Pokoju 1[28]
  - Paróquia de Santo Padre Pio, rua Słowackiego 1[29]
- Igreja pentecostal:
  - Igreja da “Esperança”, rua Dworcowa 12[30]
- Testemunhas de Jeová:
  - Igreja Zdzieszowice (Salão do Reino, rua Sienkiewicza 30)